# 태국 축구 협회
태국 축구 협회는 태국의 축구 행정을 총괄하는 경기단체이다. 태국에 축구가 처음 들어오기 시작한 것은 1897년이었는데, 인기를 끌자 1916년에 와치라웃 국왕이 국왕 폐하의 후원을 받는 태국 축구 협회(태국어: สมาคมกีฬาฟุตบอลแห่งประเทศไทย ในพระบรมราชูปถัมภ์)를 설립했고 그 후 1925년과 1954년에 FIFA와 AFC에 차례로 가입했다.
태국 축구 국가대표팀은 1956년 오스트레일리아에서 열린 올림픽에서 처음으로 출전했다. 최초의 축구 경기장인 수파찰라사이 국립 경기장이 1935년, 킹스컵이 1968년, 2년 후 퀸스컵이 차례대로 만들어졌다.

## 같이 보기
- 아시아 축구 연맹
- 아세안 축구 연맹
- 태국 축구 국가대표팀
- 태국 여자 축구 국가대표팀
- 타이 리그1
- 타이 리그 2
- 타이 리그 3
- 타이 리그 4